# Альвити, Свева
Свева Альвити (итал. Sveva Alviti, род. 14 июля 1984 года) ― итальянская актриса
 и бывшая модель.

## Ранние годы
Альвити родилась 14 июля 1984 года в Риме, Италия. Она участвовала в конкурсе моды Model Elite Look 2001 в Италии, заняв второе место. Затем отправилась в Нью-Йорк, где изучала актёрское мастерство и работала моделью, Во время своей модельной карьеры она жила в Сингапуре, Аргентине, Таиланде и Гонконге. В интервью Альвити заявила, что она покинула модельный бизнес и теперь делает фотосессии только для продвижения фильмов.

## Карьера
В 2012 году Альвити дебютировала в фильме «AmeriQua». В 2013 году она снялась в фильмах на итальянском языке «Niente può fermarci» и «Buongiorno papà», в 2014 году она снялась в фильме «Девушка с камерой» в главной роли.
В 2016 году она сыграла главную роль в биографическом фильме «Любовь и страсть. Далида». Хотя фильм снят на французском языке, Альвити не говорила по-французски до того, как исполнила свою роль. Она занималась французским языком по шесть часов в день, говоря: Много дней я плакала и была готова сдаться. Она выучила язык за шесть месяцев. Её выступление в фильме было встречено одобрительными отзывами критиков. В 2018 году её роль в фильме привела к тому, что она была отмечена в предварительном отборе лучшей актрисы на 43-й церемонии вручения премии Сезар, однако она не вошла в число финалистов и не была номинирована на премию.
В конце сентября 2019 года она вошла в состав жюри, которое возглавляла Сандрин Боннэр на 30-м британском кинофестивале в Динарде.

## Личная жизнь
Альвити состояла в отношениях с актёром Энтони Делоном, они начали встречаться в июле 2019 года. В сентябре 2020 года они объявили о своей помолвке во время интервью журналу Paris Match. В 2021 году Делон объявил, что они разорвали помолвку.